# Faszyzm lewicowy
Faszyzm lewicowy – socjologiczne i filozoficzne terminy używane do kategoryzacji tendencji w polityce lewicowej, w innym przypadku powszechnie przypisywanej ideologii faszyzmu. Historycznie faszyzm był uważany za ideologię skrajnie prawicową.
Termin ten został sformułowany jako stanowisko przez socjologów Jürgena Habermasa i Irvinga Louisa Horowitza. Innym wczesnym zastosowaniem tego terminu jest Victor Klemperer, który opisał bliskie podobieństwa między reżimem narodowosocjalistycznym a Niemiecką Republiką Demokratyczną.

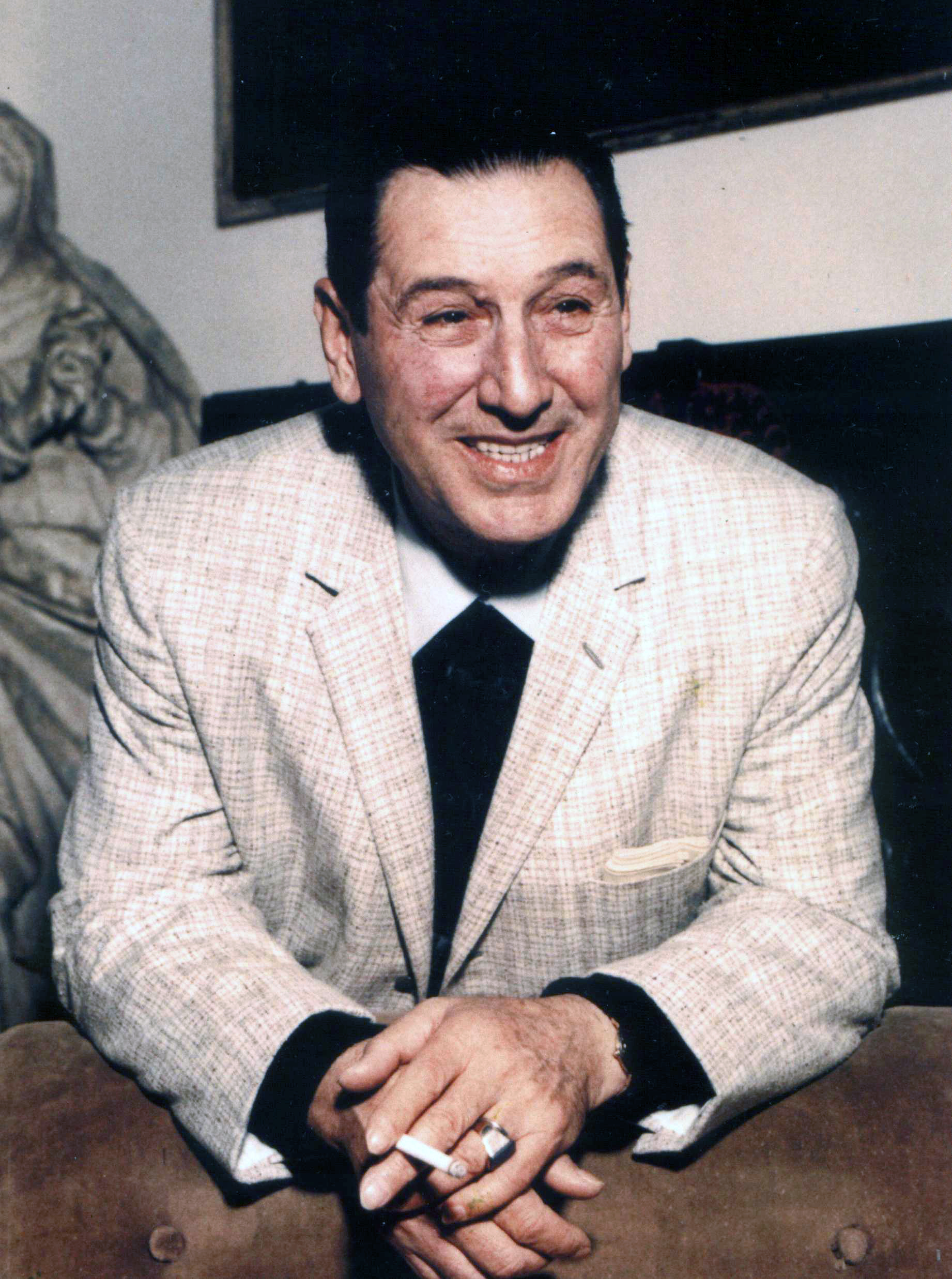
Juan Peron – argentyński dyktator w latach 40. i 70. – przedstawiciel faszyzmu lewicowego

## Użycie
Najbardziej znanym początkowym użytkownikiem terminu „faszyzm lewicowy” (niem. linker Faschismus) był Jürgen Habermas, socjolog i filozof pozostający pod wpływem szkoły frankfurckiej. Habermas używał tego terminu w latach 60. XX wieku, aby zdystansować szkołę frankfurcką od przemocy i autorytaryzmu terrorystów lewicowych oraz skrytykować brutalne metody protestu zorganizowanego przez grupę Sozialistischer Deutscher Studentenbund – nazwał później użycie terminu nadmierną reakcją i wycofał swoje oskarżenie.
Seymour Martin Lipset w 1960 roku zaklasyfikował jako faszyzm lewicowy niektóre nacjonalistyczne i autorytarne reżimy w krajach słabo rozwiniętych, ze szczególnym uwzględnieniem tychże w Ameryce Południowej, jak peronizm w Argentynie i rządy Getúlio Vargasa w Brazylii, charakteryzujące się apelem do klas robotniczych przeciwko klasom wyższym i obwiniające je za zacofanie kraju i podporządkowanie go interesom zagranicznym.
Socjolog Irving Louis Horowitz w swojej książce Winners and Losers z 1984 r. napisanej na podstawie dzieła Włodzimierza Lenina Dziecięca choroba „lewicowości” w komunizmie wskazał, iż Lenin opisał wrogów klasy robotniczej jako oportunistów i drobnomieszczańskich rewolucjonistów działających na terenach anarchistycznych. Horowitz twierdził, że „faszyzm lewicowy” pojawił się ponownie w życiu politycznym Stanów Zjednoczonych w latach 80. w formie negacji ówczesnych totalitaryzmów.
Na przełomie XX i XXI wieku termin „faszyzm lewicowy” był używany do opisania niezwykłych hybrydowych sojuszy politycznych. Historyk Richard Wolin użył terminu „faszyzm lewicowy”, argumentując, że niektórzy europejscy intelektualiści byli zauroczeni teoriami postmodernistycznymi lub antyoświeceniowymi, co otwierało okazję do zajmowania irracjonalnych, antydemokratycznych stanowisk, które łączyły cechy lewicy z cechami faszyzmu.